# Scopula prosoeca
Scopula prosoeca là một loài bướm đêm trong họ Geometridae.